# Coupe de France de football 1974-1975
Navigation
Coupe de France 1973-1974 Coupe de France 1975-1976
La Coupe de France 1974-1975 est la 58e édition de la coupe de France, et a vu l'AS Saint-Étienne l'emporter sur le RC Lens en finale, le 14 juin 1975, sur le score de deux buts à zéro. 
C'est la cinquième Coupe de France remportée par les « Verts » qui conservent leur titre acquis en 1974. Réalisant également le doublé coupe-championnat pour la deuxième fois de suite, ils qualifient le RC Lens en Coupe d'Europe des vainqueurs de coupes.

## Résultats

### Septième tour
| Division           | Club                    | Score               | Club                             | Division           |
| ------------------ | ----------------------- | ------------------- | -------------------------------- | ------------------ |
| Division 3 (D3)    | CO Le Puy-en-Velay      | 2 - 0               | FC Bourges                       | Division 2 (D2)    |
| Division 3 (D3)    | US Noeux-les-Mines      | 2 - 3 a.p.          | CS Sedan-Mouzon Ardennes         | Division 2 (D2)    |
| Division 3 (D3)    | Le Havre AC             | 1 - 2               | FC Rouen                         | Division 2 (D2)    |
| Division 3 (D3)    | SM Caen                 | 1 - 3 a.p.          | US Valenciennes-Anzin            | Division 2 (D2)    |
| Division 2 (D2)    | US Toulouse             | 3 - 1               | US Cazères                       | DH (D4)            |
| Division 2 (D2)    | US Dunkerque            | 3 - 1 a.p.          | Stade béthunois FC               | DH (D4)            |
| Division 3 (D3)    | Évreux AC               | 2 - 3               | SC Hazebrouck                    | Division 2 (D2)    |
| DH (D4)            | Montpellier PSCL        | 1 - 0               | Olympique avignonnais            | Division 2 (D2)    |
| Division 2 (D2)    | FC Martigues            | 3 - 1               | Gap FC                           |                    |
| DH (D4)            | SO Maine                | 2 - 1               | US Le Mans                       | Division 3 (D3)    |
| DHR (D5)           | ES Les Herbiers         | 1 - 3               | US Saintes                       | DH (D4)            |
| Division 3 (D3)    | FC Fossemagne           | 1 - 3               | Andernos-les-Bains Sports        | PH                 |
| Division 2 (D2)    | SA Épinal               | 3 - 1               | FC Kogenheim                     |                    |
|                    | AS Salindres            | 1 - 2 a.p.          | EDS Montluçon                    | Division 2 (D2)    |
| Division 3 (D3)    | USM Malakoff            | 2 - 1               | AS Central Sport                 | DH Tahiti (D4)     |
| Division 3 (D3)    | AS Orléans              | 3 - 2               | RS Pointe-à-Pitre                | DH Guadeloupe (D4) |
| DH (D4)            | AS Creil                | 2 - 1               | SS Excelsior (Saint-Joseph)      | DH Réunion (D4)    |
| Division 3 (D3)    | SO Châtellerault        | 3 - 1 a.p.          | AAJ Blois                        | Division 2 (D2)    |
| Division 2 (D2)    | LB Châteauroux          | 2 - 0               | Limoges FC                       | Division 3 (D3)    |
| Division 3 (D3)    | AS Vauban Strasbourg    | 1 - 0               | US Baume-les-Dames               | Division 3 (D3)    |
| Division 2 (D2)    | RCFC Besançon           | 3 - 2 a.p.          | FC Villefranche-sur-Saône        | Division 3 (D3)    |
| Division 3 (D3)    | SR Saint-Dié-des-Vosges | 3 - 1               | FC Mulhouse 1893                 | Division 2 (D2)    |
| Division 3 (D3)    | SO Pont-de-Chéruy       | 1 - 2               | AJ Auxerre                       | Division 2 (D2)    |
| Division 2 (D2)    | AC Cambrai              | 1 - 0               | AS Beauvais-Marissel             | Division 3 (D3)    |
| Division 2 (D2)    | FC Sète                 | 1 - 0 a.p.          | AS Mazargues                     | Division 3 (D3)    |
| Division 2 (D2)    | AS Béziers              | 2 - 0               | AS Brignoles                     | Division 3 (D3)    |
| DH (D4)            | AS Betschdorf           | 2 - 1               | Entente Chaumont AC              | Division 2 (D2)    |
| Division 2 (D2)    | Stade quimpérois        | 0 - 0 a.p.          | EA Guingamp                      | DH (D4)            |
| DH Martinique (D4) | GS Fort-de-France       | 1 - 1 a.p.          | US Melun                         | Division 3 (D3)    |
| Division 3 (D3)    | AS Libourne             | 2 - 1 a.p.          | SO Mazamet                       | Division 3 (D3)    |
| Division 2 (D2)    | SC Amiens               | 3 - 2               | Sainte-Geneviève-des-Bois Sports |                    |
| Division 2 (D2)    | AS Cannes               | 4 - 0               | AC Ajaccio                       | Division 2 (D2)    |
| Division 2 (D2)    | Paris FC                | 1 - 0               | Calais RUFC                      | DH (D4)            |
| DH Guyane (D4)     | Olympique de Cayenne    | 1 - 4               | JGA Nevers                       | Division 3 (D3)    |
| Division 2 (D2)    | Stade lavallois         | 3 - 0               | US Normande                      | Division 3 (D3)    |
| Division 2 (D2)    | AS Nancy-Lorraine       | 9 - 1               | Olympique de Saint-Quentin       | Division 3 (D3)    |
| Division 2 (D2)    | FC Lorient              | 3 - 1               | USSC Redon                       | DH (D4)            |
| Division 2 (D2)    | SC Toulon               | 2 - 0               | RC Grasse                        |                    |
| Division 3 (D3)    | FC Saint-Louis          | 1 - 0               | Arnould                          |                    |
| Division 2 (D2)    | Stade brestois          | 6 - 1               | Quiberon                         |                    |
| DH (D4)            | ESC Trappes             | 0 - 4               | FC Tours                         | Division 2 (D2)    |
| DH (D4)            | US Prémontré            | 1 - 3               | AS Aulnoye                       | Division 3 (D3)    |
| PL (D6)            | CO Saint-Chamond        | 1 - 0               | Brassac                          | Division 3 (D3)    |
| DH (D4)            | Espérance Arc-les-Gray  | 0 - 2               | FC Gueugnon                      | Division 2 (D2)    |
| Matches rejoués    |                         |                     |                                  |                    |
| DH (D4)            | EA Guingamp             | 2 - 2 a.p., 0-1 tab | Stade quimpérois                 | Division 2 (D2)    |
| DH Martinique (D4) | GS Fort-de-France       | 2 - 1               | US Melun                         | Division 3 (D3)    |

### Trente-deuxièmes de finale
À ce stade de la compétition, toutes les rencontres furent jouées sur terrain neutre.
Entrée en lice des 20 clubs de 1re Division
| Division        | Club                     | Score      | Club                      | Division           |
| --------------- | ------------------------ | ---------- | ------------------------- | ------------------ |
| Division 1 (D1) | OGC Nice                 | 8 - 0      | GS Fort-de-France         | DH Martinique (D4) |
| Division 3 (D3) | AS Vauban Strasbourg     | 0 - 5      | FC Sochaux-Montbéliard    | Division 1 (D1)    |
| Division 1 (D1) | Angers SCO               | 3 - 1      | US Toulouse               | Division 2 (D2)    |
| Division 2 (D2) | AS Nancy-Lorraine        | 2 - 1      | FC Gueugnon               | Division 2 (D2)    |
| Division 2 (D2) | Paris FC                 | 5 - 0      | Andernos-les-Bains Sports | PH                 |
| Division 1 (D1) | Paris Saint-Germain FC   | 2 - 2 a.p. | SR Saint-Dié-des-Vosges   | Division 3 (D3)    |
| Division 1 (D1) | Stade de Reims           | 2 - 1 a.p. | Olympique lyonnais        | Division 1 (D1)    |
| Division 1 (D1) | Stade rennais FC         | 1 - 0      | AS Aulnoye                | Division 3 (D3)    |
| Division 2 (D2) | FC Rouen                 | 4 - 1      | AS Creil                  | DH (D4)            |
| Division 1 (D1) | AS Saint-Étienne         | 2 - 0      | SO Maine                  | DH (D4)            |
| Division 3 (D3) | FC Saint-Louis           | 1 - 0      | AJ Auxerre                | Division 2 (D2)    |
| Division 2 (D2) | FC Sète                  | 4 - 3      | CO Saint-Chamond          | PL (D6)            |
| Division 1 (D1) | RP Strasbourg-Meinau     | 4 - 0      | USM Malakoff              | Division 3 (D3)    |
| Division 1 (D1) | Troyes AF                | 2 - 0      | JGA Nevers                | Division 3 (D3)    |
| Division 2 (D2) | SC Toulon                | 1 - 0      | AS Monaco FC              | Division 1 (D1)    |
| Division 2 (D2) | EDS Montluçon            | 3 - 1      | Red Star FC               | Division 1 (D1)    |
| Division 1 (D1) | FC Metz                  | 1 - 1 a.p. | AC Cambrai                | Division 2 (D2)    |
| Division 2 (D2) | US Valenciennes-Anzin    | 2 - 0      | SC Amiens                 | Division 2 (D2)    |
| Division 1 (D1) | SEC Bastia               | 3 - 1      | US Saintes                | DH (D4)            |
| Division 2 (D2) | RCFC Besançon            | 1 - 0      | AS Betschdorf             | DH (D4)            |
| Division 1 (D1) | FC Girondins de Bordeaux | 1 - 1 a.p. | LB Châteauroux            | Division 2 (D2)    |
| Division 2 (D2) | Stade brestois           | 2 - 0      | Stade quimpérois          | Division 2 (D2)    |
| Division 2 (D2) | AS Cannes                | 2 - 1      | Nîmes Olympique           | Division 1 (D1)    |
| Division 2 (D2) | Stade lavallois          | 1 - 0      | US Dunkerque              | Division 2 (D2)    |
| Division 1 (D1) | RC Lens                  | 2 - 1      | AS Orléans                | Division 3 (D3)    |
| Division 3 (D3) | AS Libourne              | 3 - 2      | FC Tours                  | Division 2 (D2)    |
| Division 1 (D1) | Lille OSC                | 4 - 1      | SC Hazebrouck             | Division 2 (D2)    |
| Division 3 (D3) | CO Le Puy-en-Velay       | 1 - 0      | AS Béziers                | Division 2 (D2)    |
| Division 2 (D2) | FC Martigues             | 0 - 0 a.p. | Montpellier PSCL          | DH (D4)            |
| Division 2 (D2) | FC Lorient               | 2 - 1      | SO Châtellerault          | Division 3 (D3)    |
| Division 1 (D1) | Olympique de Marseille   | 4 - 0      | FC Nantes                 | Division 1 (D1)    |
| Division 2 (D2) | CS Sedan-Mouzon Ardennes | 4 - 1      | SA Épinal                 | Division 2 (D2)    |
| Matches rejoués |                          |            |                           |                    |
| Division 2 (D2) | FC Martigues             | 2 - 0      | Montpellier PSCL          | DH (D4)            |
| Division 1 (D1) | FC Girondins de Bordeaux | 5 - 0      | LB Châteauroux            | Division 2 (D2)    |
| Division 1 (D1) | FC Metz                  | 1 - 0      | AC Cambrai                | Division 2 (D2)    |
| Division 1 (D1) | Paris Saint-Germain FC   | 4 - 0      | SR Saint-Dié-des-Vosges   | Division 3 (D3)    |

### Seizièmes de finale
Pour ces 16e de finale, 15 clubs de 1re division, 13 de 2e division et 3 de 3e division se disputent les billets pour le tour suivant.
On notera l'apparition des matchs aller-retour à partir de ce stade de la compétition.
| Division        | Club                     | Aller | Total | Retour              | Club                     | Division        |
| --------------- | ------------------------ | ----- | ----- | ------------------- | ------------------------ | --------------- |
| Division 2 (D2) | RCFC Besançon            | 0 - 2 | 2 - 5 | 2 - 3               | RP Strasbourg-Meinau     | Division 1 (D1) |
| Division 1 (D1) | FC Girondins de Bordeaux | 0 - 0 | 0 - 3 | 0 - 3               | FC Sochaux-Montbéliard   | Division 1 (D1) |
| Division 2 (D2) | FC Lorient               | 3 - 3 | 3 - 5 | 0 - 2               | Angers SCO               | Division 1 (D1) |
| Division 2 (D2) | US Valenciennes-Anzin    | 2 - 0 | 5 - 5 | 3 - 5 a.p., 5-2 tab | CS Sedan-Mouzon Ardennes | Division 2 (D2) |
| Division 2 (D2) | FC Rouen                 | 1 - 0 | 1 - 3 | 0 - 3               | Troyes AF                | Division 1 (D1) |
| Division 1 (D1) | AS Saint-Étienne         | 6 - 0 | 8 - 1 | 2 - 1               | CO Le Puy-en-Velay       | Division 3 (D3) |
| Division 1 (D1) | Stade rennais FC         | 2 - 2 | 2 - 7 | 0 - 5               | FC Metz                  | Division 1 (D1) |
| Division 1 (D1) | Stade de Reims           | 0 - 0 | 1 - 3 | 1 - 3               | Stade lavallois          | Division 2 (D2) |
| Division 2 (D2) | EDS Montluçon            | 0 - 0 | 0 - 1 | 0 - 1 a.p.          | Olympique de Marseille   | Division 1 (D1) |
| Division 2 (D2) | Stade brestois           | 1 - 0 | 2 - 5 | 1 - 5               | RC Lens                  | Division 1 (D1) |
| Division 2 (D2) | AS Cannes                | 1 - 1 | 1 - 5 | 0 - 4               | FC Martigues             | Division 2 (D2) |
| Division 1 (D1) | SEC Bastia               | 2 - 0 | 4 - 2 | 2 - 2               | OGC Nice                 | Division 1 (D1) |
| Division 3 (D3) | AS Libourne              | 1 - 4 | 5 - 9 | 4 - 5               | SC Toulon                | Division 2 (D2) |
| Division 2 (D2) | Paris FC                 | 0 - 1 | 0 - 3 | 0 - 2               | Lille OSC                | Division 1 (D1) |
| Division 2 (D2) | FC Sète                  | 2 - 4 | 2 - 8 | 0 - 4               | Paris Saint-Germain FC   | Division 1 (D1) |
| Division 2 (D2) | AS Nancy-Lorraine        | 5 - 0 | 8 - 1 | 3 - 1               | FC Saint-Louis           | Division 3 (D3) |

Aucune surprise est venue lors de ce tour, la logique a été respectée.
L'AS Saint-Étienne, tenant du titre, passe ce tour aisément en infligeant 8 buts à la modeste équipe du Puy pensionnaire de 3e division.
Toutes les équipes de 3e division tombent à ce stade de la compétition.

### Huitièmes de finale
Les 8e de finale sont composés de 11 clubs de l'élite ainsi que de 5 clubs de 2e division.
| Division        | Club                   | Aller | Total | Retour     | Club                   | Division        |
| --------------- | ---------------------- | ----- | ----- | ---------- | ---------------------- | --------------- |
| Division 1 (D1) | Olympique de Marseille | 2 - 0 | 2 - 1 | 0 - 1      | Lille OSC              | Division 1 (D1) |
| Division 1 (D1) | FC Metz                | 2 - 0 | 6 - 2 | 4 - 2      | US Valenciennes-Anzin  | Division 2 (D2) |
| Division 1 (D1) | Angers SCO             | 0 - 0 | 2 - 1 | 2 - 1 a.p. | Troyes AF              | Division 1 (D1) |
| Division 2 (D2) | Stade lavallois        | 1 - 0 | 2 - 7 | 1 - 7      | SEC Bastia             | Division 1 (D1) |
| Division 1 (D1) | RC Lens                | 3 - 1 | 6 - 2 | 3 - 1      | SC Toulon              | Division 2 (D2) |
| Division 1 (D1) | FC Sochaux-Montbéliard | 0 - 3 | 0 - 5 | 0 - 2      | Paris Saint-Germain FC | Division 1 (D1) |
| Division 2 (D2) | AS Nancy-Lorraine      | 1 - 1 | 3 - 4 | 2 - 3      | AS Saint-Étienne       | Division 1 (D1) |
| Division 1 (D1) | RP Strasbourg-Meinau   | 4 - 2 | 6 - 3 | 2 - 1      | FC Martigues           | Division 2 (D2) |

La logique étant respectée, ce tour de la compétition sonnera le glas des clubs de l'anti chambre de l'élite.

### Quarts de finale
Il ne reste plus que des clubs de D1 à ce stade de la compétition.
| Division        | Club                   | Aller | Total | Retour | Club                   | Division        |
| --------------- | ---------------------- | ----- | ----- | ------ | ---------------------- | --------------- |
| Division 1 (D1) | SEC Bastia             | 1 - 0 | 2 - 0 | 1 - 0  | Angers SCO             | Division 1 (D1) |
| Division 1 (D1) | RC Lens                | 3 - 4 | 6 - 5 | 3 - 1  | FC Metz                | Division 1 (D1) |
| Division 1 (D1) | Olympique de Marseille | 2 - 2 | 2 - 4 | 0 - 2  | Paris Saint-Germain FC | Division 1 (D1) |
| Division 1 (D1) | AS Saint-Étienne       | 2 - 0 | 3 - 1 | 1 - 1  | RP Strasbourg-Meinau   | Division 1 (D1) |

### Demi-finale
| Division        | Club             | Score | Club                   | Division        |
| --------------- | ---------------- | ----- | ---------------------- | --------------- |
| Division 1 (D1) | AS Saint-Étienne | 2 - 0 | SEC Bastia             | Division 1 (D1) |
| Division 1 (D1) | RC Lens          | 3 - 2 | Paris Saint-Germain FC | Division 1 (D1) |

### Finale
| Entraîneur :  |
| Robert Herbin |

| Entraîneur :    |
| Arnold Sowinski |

| Entraîneur :  |
| Robert Herbin |

| Entraîneur :    |
| Arnold Sowinski |